# Ministre chargé de la Ville
Le ministre chargé de la Ville est membre du gouvernement français.

## Historique
La politique de la ville est lancée durant le dernier mandat de François Mitterrand. De nouvelles structures apparaissent : Délégué interministériel à la Ville et Conseil interministériel des villes. Le 21 décembre 1990, le ministère de l’Équipement voit s’échapper la construction publique au profit d’un nouveau ministère chargé de la Ville et dirigé par Michel Delebarre.
Entre 1990 et 2017, les ministres chargés de la ville ont pu être ceux :
- des Affaires sociales et de la Santé dans le gouvernement Balladur de 1993 à 1995, et sous Lionel Jospin de 1997 à 2002,
- de l'Aménagement du territoire et de l'Intégration dans ceux d'Alain Juppé de 1995 à 1997. De la même façon, dans les gouvernements Jean-Marc Ayrault de 2012 à 2014, la Ville et l’aménagement du territoire sont rassemblés au ministère de l'Égalité des territoires et du Logement. Il en est de même depuis 2017 avec le Ministre de la cohésion des territoires.
- des Affaires sociales, au Travail et à la Solidarité (ou Emploi, Cohésion sociale et Logement) dans les gouvernements Raffarin et Villepin de 2002 à 2007,
- du Logement dans les deux premiers gouvernements Fillon de 2007 à 2009, ainsi que le gouvernement Barnier depuis 2024.
- du Travail, à la Solidarité et à la Fonction publique à la fin du deuxième gouvernement Fillon de 2009 à 2010.
- de la Jeunesse et des Sports (et du droit des femmes dans le premier gouvernement Valls) sous les gouvernements Valls et Cazeneuve de 2014 à 2017.
- ou d'un ministre exclusivement chargé de la Ville dans le deuxième gouvernement Rocard, les gouvernements Cresson et Bérégovoy et le troisième gouvernement Fillon de 1990 à 1993 et de 2010 à 2012.

## Attributions et administrations

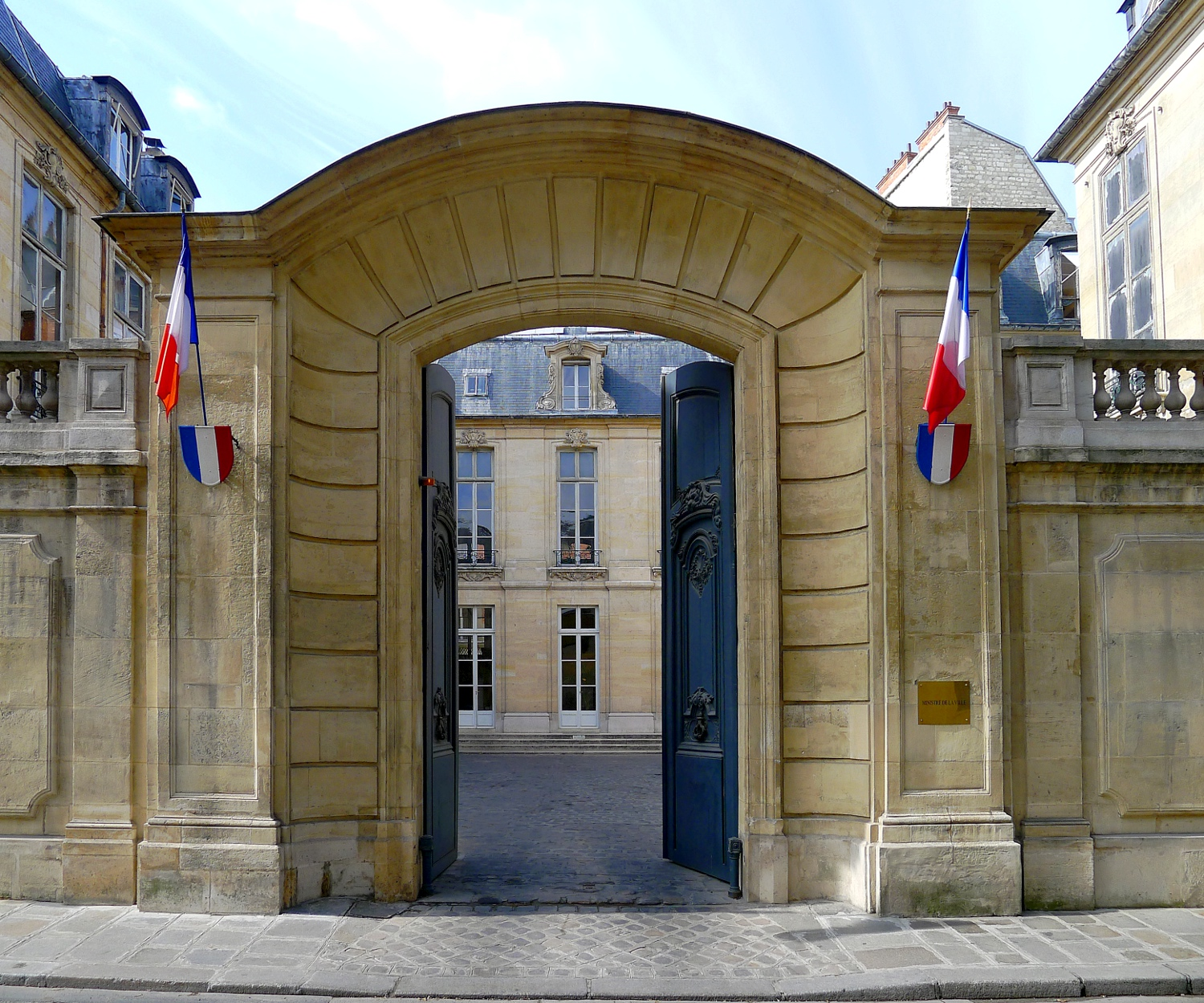
Entre 2012 et 2014, le cabinet du ministre de la Ville, de la Jeunesse et des Sports se situait à l’hôtel de Broglie, 35 rue Saint-Dominique.

Le Commissariat général à l'Égalité des territoires est placé auprès du ministre chargé de l'aménagement du territoire et de la ville.
Les directions régionales de la Jeunesse, des Sports et de la Cohésion sociale et les directions régionales et départementales de la jeunesse, des sports et de la cohésion sociale relèvent de plusieurs ministres, dont celui de la ville.

## Liste des ministres
Le tableau ci-dessous liste les personnalités membres du gouvernement français titulaires du poste responsable de la politique de la ville.
Les dates indiquées sont les dates de prise ou de cessation des fonctions, qui sont en général la veille de la date du Journal Officiel dans lequel est paru le décret de nomination.
| Ministre ou Secrétaire d'État                                                              | Ministre ou Secrétaire d'État                                                              | Intitulé                                                                                   | Ministre de tutelle                                                                         | Intitulé                                                                                      | Gouvernement | Début                             | Fin                               |
| Présidence de François Mitterrand                                                          | Présidence de François Mitterrand                                                          | Présidence de François Mitterrand                                                          | Présidence de François Mitterrand                                                           | Présidence de François Mitterrand                                                             | Présidence de François Mitterrand                                                                               | Présidence de François Mitterrand | Présidence de François Mitterrand |
| ------------------------------------------------------------------------------------------ | ------------------------------------------------------------------------------------------ | ------------------------------------------------------------------------------------------ | ------------------------------------------------------------------------------------------- | --------------------------------------------------------------------------------------------- | --- | --------------------------------- | --------------------------------- |
|                                                                                            | Michel Delebarre                                                                           | Ministre d'État, ministre de la Ville                                                      | Plein exercice                                                                              | Plein exercice                                                                                | Rocard 2 | 22 décembre 1990                  | 15 mai 1991                       |
|                                                                                            | André Laignel                                                                              | Secrétaire d’État chargé de la Ville et de l'Aménagement du Territoire                     | Michel Delebarre                                                                            | Ministre d'État, ministre de la Ville et de l'Aménagement du territoire                       | Cresson | 17 mai 1991                       | 2 avril 1992                      |
|                                                                                            | Bernard Tapie                                                                              | Ministre de la Ville                                                                       | Plein exercice                                                                              | Plein exercice                                                                                | Bérégovoy | 2 avril 1992                      | 23 mai 1992                       |
|                                                                                            | François Loncle                                                                            | Secrétaire d’État auprès du Premier ministre, chargé de la ville                           | Pierre Bérégovoy                                                                            | Premier ministre                                                                              | Bérégovoy | 3 juin 1992                       | 26 décembre 1992                  |
|                                                                                            | Bernard Tapie                                                                              | Ministre de la Ville                                                                       | Plein exercice                                                                              | Plein exercice                                                                                | Bérégovoy | 26 décembre 1992                  | 28 mars 1993                      |
|                                                                                            | Simone Veil                                                                                | Ministre d’État, ministre des Affaires sociales, de la Santé et de la Ville                | Plein exercice                                                                              | Plein exercice                                                                                | Balladur | 29 mars 1993                      | 16 mai 1995                       |
| Présidence de Jacques Chirac                                                               |                                                                                            |                                                                                            |                                                                                             |                                                                                               | |                                   |                                   |
|                                                                                            | Françoise de Veyrinas                                                                      | Secrétaire d'État aux Quartiers en difficulté                                              | Éric Raoult                                                                                 | Ministre chargé de l'Intégration et de la Lutte contre l'exclusion                            | Juppé 1 | 18 mai 1995                       | 7 novembre 1995                   |
|                                                                                            | Éric Raoult                                                                                | Ministre délégué à la Ville à l'Intégration                                                | Jean-Claude Gaudin                                                                          | Ministre de l'Aménagement du territoire, de la Ville et de l'Intégration                      | Juppé 2 | 7 novembre 1995                   | 2 juin 1997                       |
| Aucun                                                                                      | Aucun                                                                                      | Aucun                                                                                      | Martine Aubry                                                                               | Ministre de l'Emploi et de la Solidarité                                                      | Jospin | 4 juin 1997                       | 30 mars 1998                      |
|                                                                                            | Claude Bartolone                                                                           | Ministre délégué à la Ville                                                                | Martine Aubry                                                                               | Ministre de l'Emploi et de la Solidarité                                                      | Jospin | 30 mars 1998                      | 18 octobre 2000                   |
| Élisabeth Guigou                                                                           | Claude Bartolone                                                                           | Ministre délégué à la Ville                                                                | 18 octobre 2000                                                                             | Ministre de l'Emploi et de la Solidarité                                                      | Jospin | 6 mai 2002                        |                                   |
|                                                                                            | Jean-Louis Borloo                                                                          | Ministre délégué à la Ville et à la Rénovation urbaine                                     | François Fillon                                                                             | Ministre des Affaires sociales, du Travail et de la Solidarité                                | Raffarin 1 | 6 mai 2002                        | 17 juin 2002                      |
| Raffarin 2                                                                                 | Jean-Louis Borloo                                                                          | Ministre délégué à la Ville et à la Rénovation urbaine                                     | François Fillon                                                                             | Ministre des Affaires sociales, du Travail et de la Solidarité                                | 17 juin 2002 | 30 mars 2004                      |                                   |
| Aucun                                                                                      | Aucun                                                                                      | Aucun                                                                                      | Jean-Louis Borloo                                                                           | Ministre de l'Emploi, du Travail et de la Cohésion sociale                                    | Raffarin 3 | 30 mars 2004                      | 28 octobre 2004                   |
|                                                                                            | Marc-Philippe Daubresse                                                                    | Ministre délégué au Logement et à la Ville                                                 | Jean-Louis Borloo                                                                           | Ministre de l'Emploi, du Travail et de la Cohésion sociale                                    | Raffarin 3 | 28 octobre 2004                   | 31 mai 2005                       |
| Pas de titulaire, mais Jean-Louis Borloo a néanmoins la charge de la politique de la ville | Pas de titulaire, mais Jean-Louis Borloo a néanmoins la charge de la politique de la ville | Pas de titulaire, mais Jean-Louis Borloo a néanmoins la charge de la politique de la ville | Jean-Louis Borloo                                                                           | Ministre de l'Emploi, de la Cohésion sociale et du Logement                                   | Villepin | 31 mai 2005                       | 18 mai 2007                       |
| Présidence de Nicolas Sarkozy                                                              |                                                                                            |                                                                                            |                                                                                             |                                                                                               | |                                   |                                   |
| Aucun                                                                                      | Aucun                                                                                      | Aucun                                                                                      | Christine Boutin                                                                            | Ministre du Logement et de la Ville                                                           | Fillon 1 | 18 mai 2007                       | 18 juin 2007                      |
|                                                                                            | Fadela Amara                                                                               | Secrétaire d'État chargée de la Politique de la ville                                      | Christine Boutin                                                                            | Ministre du Logement et de la Ville                                                           | Fillon 2 | 18 juin 2007                      | 15 janvier 2009                   |
| Brice Hortefeux                                                                            | Fadela Amara                                                                               | Secrétaire d'État chargée de la Politique de la ville                                      | Ministre du Travail, des Relations sociales, de la Famille, de la Solidarité et de la Ville | 15 janvier 2009                                                                               | Fillon 2 | 23 juin 2009                      |                                   |
| Xavier Darcos                                                                              | Fadela Amara                                                                               | Secrétaire d'État chargée de la Politique de la ville                                      | Ministre du Travail, des Relations sociales, de la Famille, de la Solidarité et de la Ville | 23 juin 2009                                                                                  | Fillon 2 | 22 mars 2010                      |                                   |
| Éric Woerth                                                                                | Fadela Amara                                                                               | Secrétaire d'État chargée de la Politique de la ville                                      | Ministre du Travail, de la Solidarité et de la Fonction publique                            | 22 mars 2010                                                                                  | Fillon 2 | 13 novembre 2010                  |                                   |
|                                                                                            | Maurice Leroy                                                                              | Ministre de la Ville                                                                       | Plein exercice                                                                              | Plein exercice                                                                                | Fillon 3 | 14 novembre 2010                  | 10 mai 2012                       |
| Présidence de François Hollande                                                            |                                                                                            |                                                                                            |                                                                                             |                                                                                               | |                                   |                                   |
|                                                                                            | François Lamy                                                                              | Ministre délégué à la Ville                                                                | Cécile Duflot                                                                               | Ministre de l'Égalité des territoires et du Logement                                          | Ayrault 1 et 2                                                                                                  | 16 mai 2012                       | 2 avril 2014                      |
|                                                                                            | Najat Vallaud-Belkacem                                                                     | Ministre des Droits des femmes, de la Ville, de la Jeunesse et des Sports                  | Plein exercice                                                                              | Plein exercice                                                                                | Valls 1 | 2 avril 2014                      | 25 août 2014                      |
|                                                                                            | Myriam El Khomri                                                                           | Secrétaire d'État chargée de la Politique de la ville                                      | Patrick Kanner                                                                              | Ministre de la Ville, de la Jeunesse et des Sports                                            | Valls 2 | 26 août 2014                      | 2 septembre 2015                  |
| Aucun                                                                                      | Aucun                                                                                      | Aucun                                                                                      | Patrick Kanner                                                                              | Ministre de la Ville, de la Jeunesse et des Sports                                            | Valls 2 | 2 septembre 2015                  | 11 février 2016                   |
|                                                                                            | Hélène Geoffroy                                                                            | Secrétaire d'État chargée de la Ville                                                      | Patrick Kanner                                                                              | Ministre de la Ville, de la Jeunesse et des Sports                                            | Valls 2 | 11 février 2016                   | 6 décembre 2016                   |
| Cazeneuve                                                                                  | Hélène Geoffroy                                                                            | Secrétaire d'État chargée de la Ville                                                      | Patrick Kanner                                                                              | Ministre de la Ville, de la Jeunesse et des Sports                                            | 6 décembre 2016                                                                                                 | 15 mai 2017                       |                                   |
| Présidence d'Emmanuel Macron                                                               |                                                                                            |                                                                                            |                                                                                             |                                                                                               | |                                   |                                   |
|                                                                                            | Richard Ferrand                                                                            | Ministre de la cohésion des territoires                                                    | Plein exercice                                                                              | Plein exercice                                                                                | Philippe 1 | 17 mai 2017                       | 21 juin 2017                      |
|                                                                                            | Jacques Mézard                                                                             | Ministre de la cohésion des territoires                                                    | Plein exercice                                                                              | Plein exercice                                                                                | Philippe 2 | 21 juin 2017                      | 16 octobre 2018                   |
|                                                                                            | Julien Denormandie                                                                         | Ministre chargé de la Ville et du Logement                                                 | Jacqueline Gourault                                                                         | Ministre de la Cohésion des territoires et des Relations avec les Collectivités territoriales | Philippe 2 | 16 octobre 2018                   | 3 juillet 2020                    |
|                                                                                            | Nadia Hai                                                                                  | Ministre déléguée chargée de la Ville                                                      | Jacqueline Gourault                                                                         | Ministre de la Cohésion des territoires et des Relations avec les Collectivités territoriales | Castex | 6 juillet 2020                    | 5 mars 2022                       |
| Joël Giraud                                                                                | Nadia Hai                                                                                  | Ministre déléguée chargée de la Ville                                                      | 5 mars 2022                                                                                 | Ministre de la Cohésion des territoires et des Relations avec les Collectivités territoriales | Castex | 20 mai 2022                       |                                   |
|                                                                                            | Olivier Klein                                                                              | Ministre délégué chargé de la Ville et du Logement                                         |                                                                                             |                                                                                               | |                                   |                                   |
| Christophe Béchu                                                                           | Olivier Klein                                                                              | Ministre délégué chargé de la Ville et du Logement                                         | Ministre de la Transition écologique et de la Cohésion des territoires                      | Borne                                                                                         | 4 juillet 2022                                                                                                  | 20 juillet 2023                   |                                   |
|                                                                                            | Sabrina Agresti-Roubache                                                                   | Secrétaire d’État chargée de la Ville                                                      | Gérald Darmanin/Christophe Béchu                                                            | Borne                                                                                         | Ministre de l’Intérieur et des Outre-mer/Ministre de la Transition écologique et de la Cohésion des territoires | 20 juillet 2023                   | 11 janvier 2024                   |
| Secrétaire d’État chargée de la Citoyenneté et de la Ville                                 | Sabrina Agresti-Roubache                                                                   | Attal                                                                                      | Gérald Darmanin/Christophe Béchu                                                            | 11 janvier 2024                                                                               | Ministre de l’Intérieur et des Outre-mer/Ministre de la Transition écologique et de la Cohésion des territoires | 21 septembre 2024                 |                                   |
|                                                                                            | Valérie Létard                                                                             | Ministre du Logement et de la Rénovation urbaine                                           | Plein exercice                                                                              | Plein exercice                                                                                | Barnier | 22 septembre 2024                 | 23 décembre 2024                  |
|                                                                                            | Juliette Méadel                                                                            | Ministre déléguée chargée de la Ville                                                      | François Rebsamen                                                                           | Ministre de l'Aménagement des territoires et de la Décentralisation                           | Bayrou | 23 décembre 2024                  | En cours                          |